# 헥센

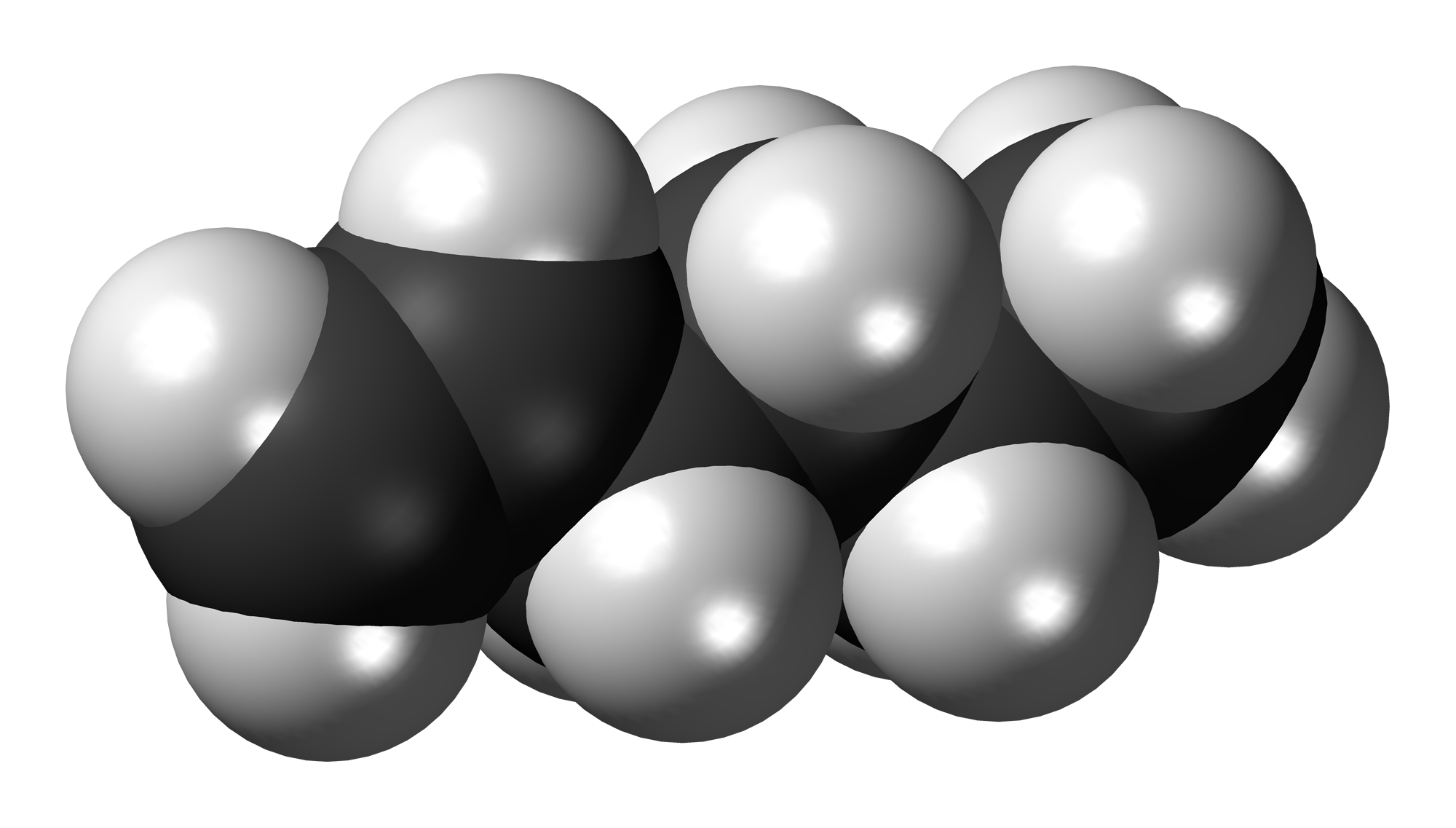
1-헥센의 모형

헥센(hexene)은 C6H12 의 분자구조를 가진 알켄의 한 종류이다. 이 단어의 유래는 먼저 접두사인 "hex-"는 분자 안에 6개의 탄소 원자가 있다는 사실에서 유래한 것이고, 접미사인 "-ene"은 이 물질이 알켄이라는 것을 의미하며, 두 개의 탄소 원자는 이중 결합을 통해 결합한다. 사슬에 위치한 탄소 원자의 이중 결합의 위치와 기하학적인 구조들에 따라서 여러 이성질체들을 가지고 있다. 여러 이성질체들 중 가장 산업적으로 유용한 이성질체 들중 하나는 알파-올레핀인 1-헥센이다. 1-헥센은 폴리에틸렌 생산에서 코모노머로 사용된다.

## 헥센의 이성질체들
| 이름       | 구조의 형식 | CAS 번호   | 녹는점(°C) | 끓는점 (°C) | 밀도 (g/cm3)   | 굴절률 (589 nm) |
| ---------- | ----------- | ---------- | ---------- | ----------- | -------------- | --------------- |
| 1-헥센     |             | 592-41-6   | −139.76    | 63.48       | 0.6685 (25 °C) | 1.3852 (25 °C)  |
| (E)-2-헥센 |             | 4050-45-7  | −133       | 67.9        | 0.6733 (25 °C) | 1.3936 (20 °C)  |
| (Z)-2-헥센 |             | 7688-21-3  | −141.11    | 68.8        | 0.6824 (25 °C) | 1.3979 (20 °C)  |
| (E)-3-헥센 |             | 13269-52-8 | −115.4     | 67.1        | 0.6772 (20 °C) | 1.3943 (20 °C)  |
| (Z)-3-헥센 |             | 7642-09-3  | −137.8     | 66.4        | 0.6778 (20 °C) | 1.3947 (20 °C)  |

## 같이 보기
- 탄화수소
- 알켄
- 사이클로헥사인